# 雷林根-锡尔斯堡
雷林根-锡尔斯堡是德国萨尔州的一个市镇。总面积61.16平方公里，总人口15451人，其中男性7581人，女性7870人（2011年12月31日），人口密度253人/平方公里。